# Lepidojulia arnaui
Lepidojulia arnaui là một loài bướm đêm thuộc phân họ Arctiinae, họ Erebidae.